# Велика Костревница
Велика Костревница (словен. Velika Kostrevnica) је насељено место у општини Шмартно при Литија, Средњесловенска регија, Словенија.

## Историја
До територијалне реорганизације у Словенији била је у саставу старе општине Литија.

## Становништво
У попису становништва из 2011. године, Велика Костревница је имала 202 становника.
| Број становника према пописима | Број становника према пописима | Број становника према пописима |
| ------------------------------ | ------------------------------ | ------------------------------ |
| 1991                           | 2002                           | 2011                           |
| 171                            | 195                            | 202                            |